# راندا دیباچی
راندا دیباچی (انگلیسی: Rhonda Dibachi) یک مدیر اجرایی کسب و کار، کارآفرین و پدیدآور اهل ایالات متحده آمریکا است.